# Lissac (Haute-Loire)
Lissac is een gemeente in het Franse departement Haute-Loire (regio Auvergne-Rhône-Alpes) en telt 252 inwoners (2004). De plaats maakt deel uit van het arrondissement Le Puy-en-Velay.

## Geografie
De oppervlakte van Lissac bedraagt 12,0 km², de bevolkingsdichtheid is 21,0 inwoners per km².
De onderstaande kaart toont de ligging van Lissac (Haute-Loire) met de belangrijkste infrastructuur en aangrenzende gemeenten.

## Demografie
Onderstaande figuur toont het verloop van het inwonertal (bron: INSEE-tellingen).